# Gianluigi Saccaro
Gianluigi Saccaro (* 29. Dezember 1938 in Mailand; † 17. Februar 2021 in Rom) war ein italienischer Fechter.

## Karriere
Gianluigi Saccaro nahm an vier Olympischen Spielen teil. 1960 wurde er in Rom mit der Mannschaft Olympiasieger, vier Jahre darauf gewann er mit ihr in Tokio Silber. Im Einzel hatte er 1960 einen Medaillengewinn als Vierter noch knapp verpasst, 1968 in Mexiko-Stadt gelang ihm dagegen der Gewinn der Bronzemedaille. Mit der Mannschaft wurde er Sechster. Bei den Olympischen Spielen 1972 in München schied er sowohl im Einzel als auch mit der Mannschaft in der ersten Runde aus. Mit der italienischen Equipe wurde er zudem bei Weltmeisterschaften 1957 in Paris sowie 1958 in Philadelphia Weltmeister.
An der Universiade nahm er 1959 und 1963 teil. 1959 in Turin konnte er mit der italienischen Mannschaft Gold im Degenfechten gewinnen. Bei seiner zweiten Teilnahme 1963 in Porto Alegre gewann er Bronzemedaillen im Einzelwettkampf mit dem Degen sowie in den Mannschaftswettkämpfen mit dem Säbel und dem Degen.